# Svenska Missionsförbundets förlag
Svenska Missionsförbundets förlagsrörelse omfattande Svenska Missionsförbundets förlag och Gummessons bokförlag, grammofonskivetiketterna Sirius, Solist och Signatur. 
Svenska Missionsförbundets förlag startade 1895 i samband med utgivningen av Svenska Missionsförbundets sångbok. 1896 utgavs Sånger för söndagsskolan. Övrig produktion begränsade sig till material som hade en direkt inriktning på verksamheten i församlingarna. 1905 gavs första förlagskatalogen ut. Där lanserades bland annat missionssparbössan. Missionsförbundet blev medlem i Nya bokförläggareföreningen 1910. Nya bokförläggareföreningen upphörde 1912 och Missionsförbundet anslöt sig då till Svenska Förläggareföreningen. 1905 anslöt Missionsförbundet till Sällskapet de religiösa bokförlagen (Kristna bokförläggareföreningen). Wilhelm Sjöholm var sedan 1904 redaktör för Missionsförbundets förlag. Sjöholm tog initiativ till Missionsförbundets julkalender Ansgarius 1906, som ett år senare blev årsboken Ansgarius. Tre verk kom ut under Sjöholms redaktörskap, som dokumenterade missionen: Dagbräckning i Kongo (1916), 25 år i Kina (1916) samt På obanade stigar, tjugofem år i Ost-Turkestan (1917). 
En rad fristående förlag stod i nära kontakt med Missionsförbundets verksamhet. P.P. Waldenströms skrifter gavs ut på A L Normans förlag. P.P. Waldenström var under en tid delägare i Normans förlag. Waldenström ägde även Pietistens förlagsexpedition. Missionsföreståndare Jakob Ekman publicerade sina böcker på eget förlag E J Ekmans förlagsexpedition, till vilken även ett tryckeri hörde. Johan Bernhard Gauffin, utgivare av söndagsskoltidningen Barnavännen producerade på J B Gauffins förlag i Uppsala böcker och material för söndagsskolan. Dagens bokförlag ägdes på 1920-talet av Axel Andersson. 1913 förvärvade Missionsförbundets förlag utgivningsrätten utgivningsrätten för Waldenströms skrifter. 1913 anställdes bokförlagsföreståndaren Josef Roth. 1920 förvärvades J B Gauffins förlag som specialiserat sig på söndagsskolelitteratur. Tidigare hade detta förlag till Missionsförbundet överlämnat Barnavännen och en jultidning för söndagsskolbarn Kring granen och brasan. 1935 övertogs Dagens bokförlag. Företagsmässigt var förlagsverksamheten i Svenska Missionsförbundet inte ett självständigt bolag utan ingick som en integrerad del i samfundets övriga verksamhet under missionsföreståndarens ledning. Gummessons bokförlag kom att under 1950-talet etableras som förlagsnamn, för att under 1960-talet vara namn för hela Missionsförbundets förlagsverksamhet, inklusive utgivande av skivetiketterna Solist, Sirius och Signatur. Jan-Erik Wikström var chef för Gummessons bokförlag 1963–1976. 1982 gick Gummessons bokförlag samman med Svenska kyrkans förlagsrörelse och bildade förlaget Verbum.